# Roger Bolingbroke
Pour les articles homonymes, voir Bolingbroke.

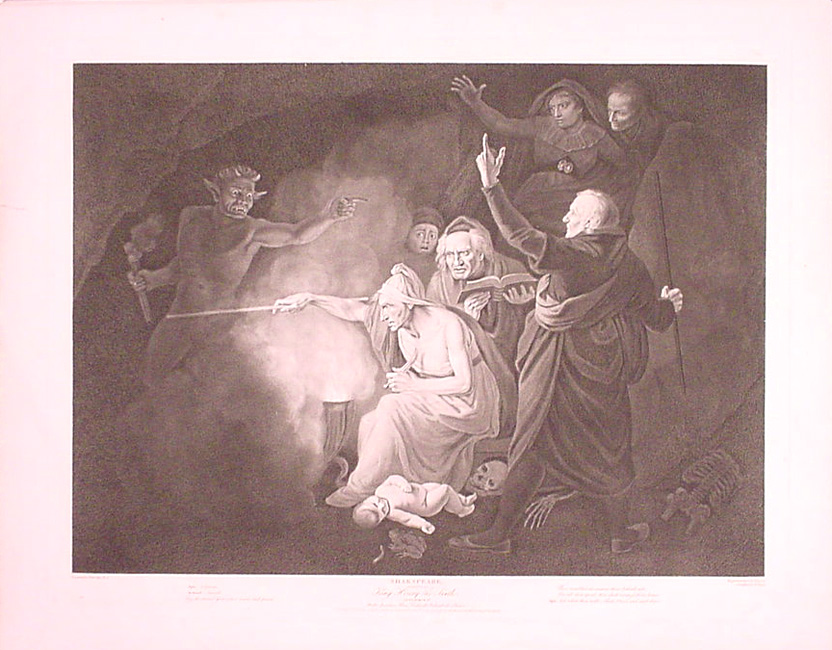
La Conjuration, une illustration de John Opie pour Henry VI de Shakespeare.

Roger Bolingbroke (vers 1380 - 18 novembre 1441) est un ecclésiastique anglais du XVe siècle. Il est aussi astronome, astrologue et un nécromancien présumé.

## Biographie
Bolingbroke est un homme savant et intelligent. Il fait partie de la domesticité de Humphrey de Lancastre, premier duc de Gloucester. Il est également le secrétaire personnel d'Éléonore Cobham, l'épouse du duc.
Le roi Henri VI étant alors sans enfant, Humphrey de Lancastre est l'héritier présomptif du royaume. La duchesse Éléonore, très ambitieuse, voulant savoir si le roi allait mourir prochainement, organise une séance de sorcellerie, à laquelle participent Bolingbroke, deux autres prêtres, Thomas Southwell et John Hume, ainsi qu'une sorcière, Margery Jourdemayne. Sans doute victimes d'indiscrétions, ils sont surpris en pleine séance. Accusés de comploter la mort du roi, ils sont tous reconnus coupables. Éléonore doit faire acte public de repentance dans les rues de Londres et est bannie à vie dans l'île de Man. Margery Jourdemayne est brûlée vive à Smithfield. Roger Bolingbroke est pendu et équarri. Southwell meurt à la Tour de Londres la veille de son exécution. Hume enfin est gracié, peut-être pour les avoir dénoncés.

## Postérité
L'épisode de la sorcellerie figure dans les chroniques de Raphael Holinshed, que Shakespeare reprend dans Henry VI (deuxième partie), acte I scène 4.